# International Race of Champions 2000
International Race of Champions 2000 (IROC XXIV) kördes över fyra omgångar. Dale Earnhardt tog sin karriärs allra sista titel.

## Delsegrare
| Datum       | Bana         | Vinnare        |
| ----------- | ------------ | -------------- |
| 18 februari | Daytona      | Dale Earnhardt |
| 15 april    | Talladega    | Bobby Labonte  |
| 10 juni     | Michigan     | Eddie Cheever  |
| 4 augusti   | Indianapolis | Mark Martin    |

## Slutställning
| Plats | Förare             | Poäng |
| ----- | ------------------ | ----- |
| 1     | Dale Earnhardt     | 74    |
| 2     | Mark Martin        | 71    |
| 3     | Tony Stewart       | 57    |
| 4     | Bobby Labonte      | 51    |
| 5     | Eddie Cheever      | 46    |
| 6     | Jeff Gordon        | 37    |
| 7     | Jeff Burton        | 35    |
| 8     | Rusty Wallace      | 31    |
| 9     | Dale Jarrett       | 31    |
| 10    | Dale Earnhardt Jr. | 29    |
| 11    | Greg Ray           | 23    |
| 12    | Mark Dismore       | 15    |